# Niphidium rufosquamatum
Niphidium rufosquamatum är en stensöteväxtart som beskrevs av David Bruce Lellinger. Niphidium rufosquamatum ingår i släktet Niphidium och familjen Polypodiaceae. Inga underarter finns listade.